# ヨッビク
ヨッビク-より良いハンガリーのための運動（ハンガリー語：Jobbik Magyarországért Mozgalom）、通称ヨッビクは、ハンガリーの政党である。

## 概要
2002年に結成（来歴を参照）。急進的なナショナリズム、移民の排斥、愛国主義などを全面的に打ち出し、欧州難民危機などのヨーロッパの混乱でEU加盟国のハンガリーでも極右政党が躍進、ヨッビクはフィデスに次ぐ第二党まで勢力を伸ばした。また農業に重きを置いた農本主義を支持している。2014年以来、自らの政治的立場・主張を「急進右翼」とは定義しておらず、政治的スペクトルの右派だけではなく、すべてのハンガリー国民を代表することを目指していると述べている。
ヨッビクは「フィデスよりも過激」と見なされることが多く、ネオナチや反ユダヤ主義、ネオ・ファシストと批判されている。反ロマ的でもあり、大ハンガリー主義を信奉している。しかし外交では親欧州主義を標榜しており、フィデスのリーダー、ヴィクトル・オルバーンの外交政策による欧州懐疑主義的なフィデスに比べヨッビクは非常に親欧州主義的な極右政党である。結成当初、ヨッビクはEUに対して非常に批判的な姿勢を取ってきたが、2010年代を通じてハンガリーのユーロ圏加盟を強く支持するなどEUを高く評価する発言を行っている。
財政政策では「より高い賃金を提供できる、より競争力の高い国民経済の創設」を示し、国内の中小企業支援、また中小企業と多国籍企業間のバランスの取れた発展を目指している。

## 来歴
ヨッビクは2002年、カトリックやプロテスタント系の大学の学生たちにより発足した「右翼青年協会」（Jobboldali Ifjúsági Közösség、略してヨッビク JOBBIK）を前身とする。
2003年10月24日、ゲルゲリー・ポングラッツにより結党。2010年4月の総選挙で世界同時不況の苦境に喘ぐハンガリー国民の支持を得て47議席を獲得、議会第三党となり、国政に初進出した。
2014年5月の欧州議会選挙ではハンガリーにおいて第二党に躍進し3議席を獲得した。
2018年4月8日のハンガリー議会選挙でも与党フィデスに次ぐ議会第二党に躍進した。

## 政治的立場

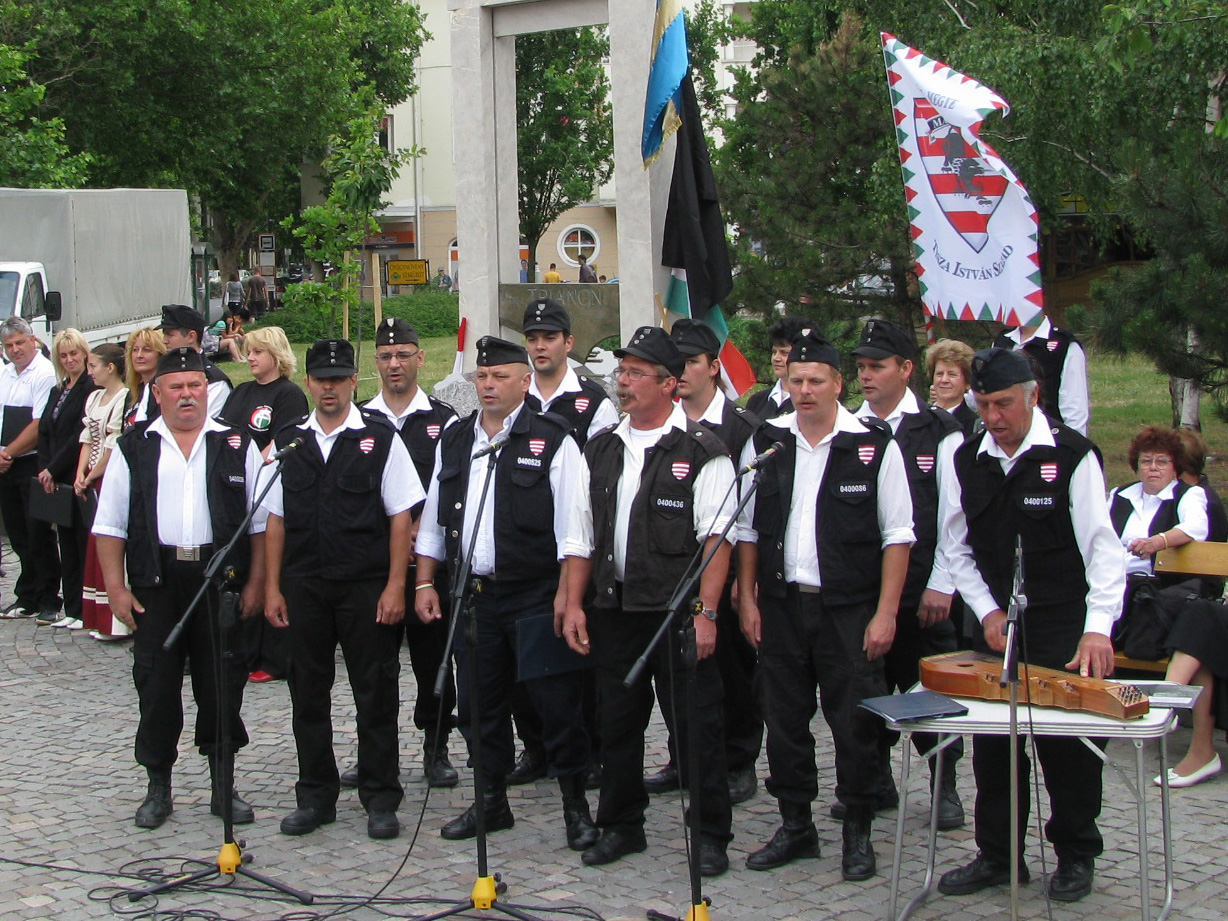
ヨッビクの自警団組織「マジャル・ガーダ」のメンバー

ヨッビクは、「ロマ人の犯罪摘発」強化、移民排斥、「反グローバリゼーション」などを掲げる。欧州の一部メディアではヨッビクをファシズム政党や、反ユダヤ主義政党としている。実際、2009年の欧州議会選挙の直前、ハンガリーの政治サイトの電子掲示板に、ヨッビクの党員であり大学教授のクリスティーナ・モルバイによる「いわゆるハンガリー系ユダヤ人が、私を中傷するより、割礼したちっちゃなペニスで私と遊ぶ方が嬉しいわ」というオフレコ発言が掲載され、大きな問題になった（ハンガリーにはおよそ8～10万人のユダヤ人がいる）。
また、ヨッビク内には「マジャル・ガーダ」という名の自警団組織が存在し、ナチスの突撃隊と比較されることもある。
時折、反ユダヤ的なデモを行っている。デモではイスラエルの国旗を燃やしたり、党首のヴォナ・ガーボル（当時）が「我々は他の欧州のようにユダヤ人連中の足をなめることを拒否する」などとヘイトスピーチをしたりしており、問題視されている。